# Municipio de Kičevo
El municipio de Kičevo (en macedonio: Општина Кичево) es uno de los ochenta y cuatro municipios en los que se subdivide administrativamente Macedonia del Norte. La capital es Kičevo.

## Geografía
Este municipio se encuentra localizado en el territorio que abarca la región estadística de Sudoeste. 

## Población
La superficie de este municipio abarca una extensión de territorio de unos 49,14 kilómetros cuadrados. La población de esta división administrativa se encuentra compuesta por un total de 30.138 personas (según las cifras que arrojaron el censo llevado a cabo en el año 2002). Mientras que su densidad poblacional es de unos 613 habitantes por cada kilómetro cuadrado aproximadamente.
Junto con la capital municipal Kičevo, en el municipio se encuentran las localidades de  Atishta, Baçishti, Bellica, Berikova, Bërzhdani, Bigori, Bukojçani, Ceri, Cërska e Madhe, Cërska e Vogël, Cërvica, Çellopeci, Dipjani, Dollenca, Dobrenoeci i Epërm, Dobrenoeci i Poshtëm,  Drogomishti i Madh, Drogomishti i Vogël, Drugova, Dushkubica e Epërme, Dushkubica e Poshtme, Ehlloveci, Garana, Greshnica, Haranjelli, Ivançishti, Izvori, Jagolli, Javoreci, Knezhina, Karbunica, Klladniku, Kllenoeci, Kolibara, Kollara, Koziçina, Kozica, Krushica, Leshnica, Llapkidolli, Llavçani, Llazeroci, Mahmutaj, Miokazi, Mallkoeci, Manastirska, Milinca, Novosella, Orllanca, Osllomeji, Osoji, Pateci, Podvisi, Popoeci, Popojani, Popollzhani, Prapadishti, Premka, Prostranja, Qafa, Rabetina, Rashtani, Reçani, Staroeci, Sërbica, Sërbjani, Strellca, Svetoraçi, Svinjishta, Shutova, Tajmishti, Trapçidolli, Tuhini, Vidrani, Vraneshtica, Zajazi y Zhubrina.